# Pływanie na Igrzyskach Azjatyckich 2018
Pływanie na Igrzyskach Azjatyckich 2018 – jedna z dyscyplin rozgrywana podczas igrzysk azjatyckich w Dżakarcie i Palembangu. Zawody odbyły się w dniach 19 – 24 sierpnia w Gelora Bung Karno Sports Complex w stolicy Indonezji. Do rywalizacji w czterdziestu jeden konkurencjach przystąpiło 390 zawodników z 39 państw.

## Uczestnicy
W zawodach wzięło udział 390 zawodników z 39 państw.
| Reprezentacja    | Liczba zawodników |
| ---------------- | ----------------- |
| Afganistan       | 1                 |
| Arabia Saudyjska | 1                 |
| Bangladesz       | 2                 |
| Chiny            | 53                |
| Chińskie Tajpej  | 16                |
| Filipiny         | 4                 |
| Hongkong         | 32                |
| Indie            | 11                |
| Indonezja        | 19                |
| Iran             | 4                 |
| Japonia          | 38                |
| Jemen            | 2                 |
| Jordania         | 3                 |
| Kambodża         | 3                 |
| Kirgistan        | 4                 |
| Katar            | 8                 |
| Kazachstan       | 8                 |
| Korea Południowa | 27                |
| Korea Północna   | 2                 |
| Kuwejt           | 2                 |
| Laos             | 3                 |
| Liban            | 2                 |
| Makau            | 14                |
| Malediwy         | 10                |
| Malezja          | 6                 |
| Mongolia         | 14                |
| Nepal            | 4                 |
| Oman             | 2                 |
| Pakistan         | 9                 |
| Palestyna        | 7                 |
| Singapur         | 25                |
| Sri Lanka        | 6                 |
| Syria            | 2                 |
| Tadżykistan      | 15                |
| Tajlandia        | 12                |
| Timor Wschodni   | 1                 |
| Turkmenistan     | 2                 |
| Uzbekistan       | 6                 |
| Wietnam          | 10                |
| 39 reprezentacji | 390               |

## Medaliści
| Konkurencja                      | Złoto | Srebro | Brąz |           |
| Mężczyźni                        | Mężczyźni | Mężczyźni | Mężczyźni | Mężczyźni |
| -------------------------------- | --- | --- | --- | --------- |
| 50 m stylem dowolnym             | Yu Hexin | Katsumi Nakamura | Shunichi Nakao | [ 3 ]     |
| 100 m stylem dowolnym            | Shinri Shioura | Katsumi Nakamura | Yu Hexin | [ 4 ]     |
| 200 m stylem dowolnym            | Sun Yang | Katsuhiro Matsumoto | Ji Xinjie | [ 5 ]     |
| 400 m stylem dowolnym            | Sun Yang | Naito Ehara | Kōsuke Hagino | [ 6 ]     |
| 1500 m stylem dowolnym           | Sun Yang | Nguyễn Huy Hoàng | Ji Xinjie | [ 7 ]     |
| 800 m stylem dowolnym            | Sun Yang | Shogo Takeda | Nguyễn Huy Hoàng | [ 8 ]     |
| 50 m stylem grzbietowym          | Xu Jiayu | Ryōsuke Irie | Kang Ji-seok | [ 9 ]     |
| 100 m stylem grzbietowym         | Xu Jiayu | Ryōsuke Irie | Lee Ju-ho | [ 10 ]    |
| 200 m stylem grzbietowym         | Xu Jiayu | Ryōsuke Irie | Keita Sunama | [ 11 ]    |
| 50 m stylem klasycznym           | Yasuhiro Koseki | Yan Zibei | Dmitrij Bałandin | [ 12 ]    |
| 100 m stylem klasycznym          | Yasuhiro Koseki | Yan Zibei | Dmitrij Bałandin | [ 13 ]    |
| 200 m stylem klasycznym          | Yasuhiro Koseki | Ippei Watanabe | Qin Haiyang | [ 14 ]    |
| 50 m stylem motylkowym           | Joseph Isaac Schooling | Wang Peng | Adilbek Mussin | [ 15 ]    |
| 100 m stylem motylkowym          | Joseph Isaac Schooling | Li Zhuhao | Yuki Kobori | [ 16 ]    |
| 200 m stylem motylkowym          | Daiya Seto | Nao Horomura | Li Zhuhao | [ 17 ]    |
| 200 m stylem zmiennym            | Wang Shun | Kōsuke Hagino | Qin Haiyang | [ 18 ]    |
| 400 m stylem zmiennym            | Daiya Seto | Kōsuke Hagino | Wang Shun | [ 19 ]    |
| Sztafeta 4×100 m stylem dowolnym | Japonia · Katsuhiro Matsumoto · Juran Mizohata · Katsumi Nakamura · Shinri Shioura                                          | Chiny · Cao Jiwen · He Junyi · Hou Yujie · Ji Xinjie · Ma Tianchi · Qian Zhiyong · Sun Yang · Yang Jintong · Yu Hexin                                        | Singapur · Yi Shou Darren Chua · Fang Yue Darren Lim · Quah Zheng Wen · Joseph Isaac Schooling · Eu Jin Jonathan Tan · Yeo Kai Wuan               | [ 20 ]    |
| Sztafeta 4×200 m stylem dowolnym | Japonia · Naito Ehara · Kōsuke Hagino · Ayatsugu Hirai · Yuki Kobori · Katsuhiro Matsumoto · Juran Mizohata · Reo Sakata    | Chiny · Hong Jinling · Hou Yujie · Ji Xinjie · Qian Zhiyong · Qiu Ziao · Shang Keyuan · Sun Yang · Wang Shun                                                 | Singapur · Yi Shou Darren Chua · Jun Wei Glen Lim · Quah Zheng Wen · Joseph Isaac Schooling · Eu Jin Jonathan Tan · Yeo Kai Quan                  | [ 21 ]    |
| Sztafeta 4×100 m stylem zmiennym | Chiny · He Junyi · Hou Yujie · Li Guangyuan · Li Zhuhao · Qin Haiyang · Xu Jiayu · Yan Zibei · Yu Hexin · Zheng Xiaojing    | Japonia · Nao Horomura · Ryōsuke Irie · Masaki Kaneko · Yuki Kobori · Yasuhiro Koseki · Katsumi Nakamura · Shinri Shioura · Ippei Watanabe                   | Kazachstan · Dmitrij Bałandin · Adil Kaskabaj · Adilbek Mussin · Aleksandr Warakin                                                                | [ 22 ]    |
| Kobiety                          | | | |           |
| 50 m stylem dowolnym             | Rikako Ikee | Liu Xiang | Wu Qingfeng | [ 23 ]    |
| 100 m stylem dowolnym            | Rikako Ikee | Zhu Menghui | Yang Junxuan | [ 24 ]    |
| 200 m stylem dowolnym            | Li Bingjie | Yang Junxuan | Chihiro Igarashi | [ 25 ]    |
| 400 m stylem dowolnym            | Wang Jianjiahe | Li Bingjie | Chihiro Igarashi | [ 26 ]    |
| 1500 m stylem dowolnym           | Wang Jianjiahe | Li Bingjie | Waka Kobori | [ 27 ]    |
| 800 m stylem dowolnym            | Wang Jianjiahe | Li Bingjie | Waka Kobori | [ 28 ]    |
| 50 m stylem grzbietowym          | Liu Xiang | Fu Yuanhui | Natsumi Sakai | [ 29 ]    |
| 100 m stylem grzbietowym         | Natsumi Sakai | Anna Konishi | Chen Jie | [ 30 ]    |
| 200 m stylem grzbietowym         | Liu Yaxin | Natsumi Sakai | Peng Xuwei | [ 31 ]    |
| 50 m stylem klasycznym           | Satomi Suzuki | Ru En Roanne Ho | Feng Junyang | [ 32 ]    |
| 100 m stylem klasycznym          | Satomi Suzuki | Reona Aoki | Shi Jinglin | [ 33 ]    |
| 200 m stylem klasycznym          | Kanako Watanabe | Yu Jingyao | Reona Aoki | [ 34 ]    |
| 50 m stylem motylkowym           | Rikako Ikee | Wang Yichun | Lin Xintong | [ 35 ]    |
| 100 m stylem motylkowym          | Rikako Ikee | Zhang Yufei | An Se-hyeon | [ 36 ]    |
| 200 m stylem motylkowym          | Zhang Yufei | Sachi Mochida | Suzuka Hasegawa | [ 37 ]    |
| 200 m stylem zmiennym            | Kim Seo-yeong | Yui Ōhashi | Miho Teramura | [ 38 ]    |
| 400 m stylem zmiennym            | Yui Ōhashi | Kim Seo-yeong | Sakiko Shimizu | [ 39 ]    |
| Sztafeta 4×100 m stylem dowolnym | Japonia · Tomomi Aoki · Chihiro Igarashi · Rikako Ikee · Natsumi Sakai · Rio Shirai · Mayuka Yamamoto                       | Chiny · Lao Lihui · Liu Xiaohan · Wang Jingzhuo · Wu Qingfeng · Wu Yue · Yang Junxuan · Zhu Menghui                                                          | Hongkong · Hoi Shun Stephanie Au · Camille Lily Mei Cheng · Ho Nam Wai · Sze Hang Yu · Tam Hoi Lam                                                | [ 40 ]    |
| Sztafeta 4×200 m stylem dowolnym | Chiny · Ai Yanhan · Li Bingjie · Shen Duo · Wang Jianjiahe · Wu Yue · Yang Junxuan · Zhang Yuhan                            | Japonia · Chihiro Igarashi · Rikako Ikee · Waka Kobori · Sachi Mochida · Yui Ōhashi · Rio Shirai                                                             | Hongkong · Chan Kin Lok · Camille Lily Mei Cheng · Ho Nam Wai · Cheuk Tung Natalie Kan · Sze Hang Yu · Tsoi Lam Katii Tang · Jamie Zhen Mei Yeung | [ 41 ]    |
| Sztafeta 4×100 m stylem zmiennym | Japonia · Reona Aoki · Tomomi Aoki< · Rikako Ikee · Anna Konishi · Natsumi Sakai · Ai Soma · Sakiko Shimizu · Satomi Suzuki | Hongkong · Hoi Shun Stephanie Au · Chan Kin Lok · Camille Lily Mei Cheng · Rainbow Ip · Sze Hang Yu · Tam Hoi Lam · Toto Kwan To Wong · Jamie Zhen Mei Yeung | Singapur · Hoong En Qi · Quah Jing Wen · Quah Ting Wen · Samantha Louisa Ginn Yeo · Chzie Lin Cherlyn Yeoh                                        | [ 42 ]    |
| Mikst                            | | | |           |
| Sztafeta 4×100 m stylem zmiennym | Chiny · Li Guangyuan · Shi Jinglin · Xu Jiayu · Yan Zibei · Yang Junxuan · Zhang Yufei · Zheng Xiaojing · Zhu Menghui       | Japonia · Reona Aoki · Tomomi Aoki · Rikako Ikee · Ryōsuke Irie · Masaki Kaneko · Yuki Kobori · Yasuhiro Koseki · Ippei Watanabe · Mayuka Yamamoto           | Korea Południowa · An Se-hyeon · Kang Ji-seok · Kim Jae-youn · Kim Min-ju · Ko Mi-so · Lee Ju-ho · Moon Jae-kwon · Park Ye-rin                    | [ 43 ]    |

## Tabela medalowa
| Pozycja | Reprezentacja    | Złoto | Srebro | Brąz | Razem |
| ------- | ---------------- | ----- | ------ | ---- | ----- |
| 1.      | Japonia          | 19    | 20     | 13   | 52    |
| 2.      | Chiny            | 19    | 17     | 14   | 50    |
| 3.      | Singapur         | 2     | 1      | 3    | 6     |
| 4.      | Korea Południowa | 1     | 1      | 4    | 6     |
| 5.      | Hongkong         | 0     | 1      | 2    | 3     |
| 6.      | Wietnam          | 0     | 1      | 1    | 2     |
| 7.      | Kazachstan       | 0     | 0      | 4    | 4     |
| Razem   | Razem            | 41    | 41     | 41   | 123   |